# La Bourboule
La Bourboule település Franciaországban, Puy-de-Dôme megyében. Lakosainak száma 1739 fő (2022. január 1.). La Bourboule Murat-le-Quaire, La Tour-d’Auvergne, Mont-Dore és Saint-Sauves-d’Auvergne községekkel határos.

## Fekvése
Le Mont-Doretől keletre, a Dordogne felső folyásánál fekvő település.

## Leírása
A település majd két évszázada híres termálvizéről.
Az itt szórakozást kereső vendégek részére kaszinó, vidámpark, tenisz- és golfpályák is épültek.

## Galéria

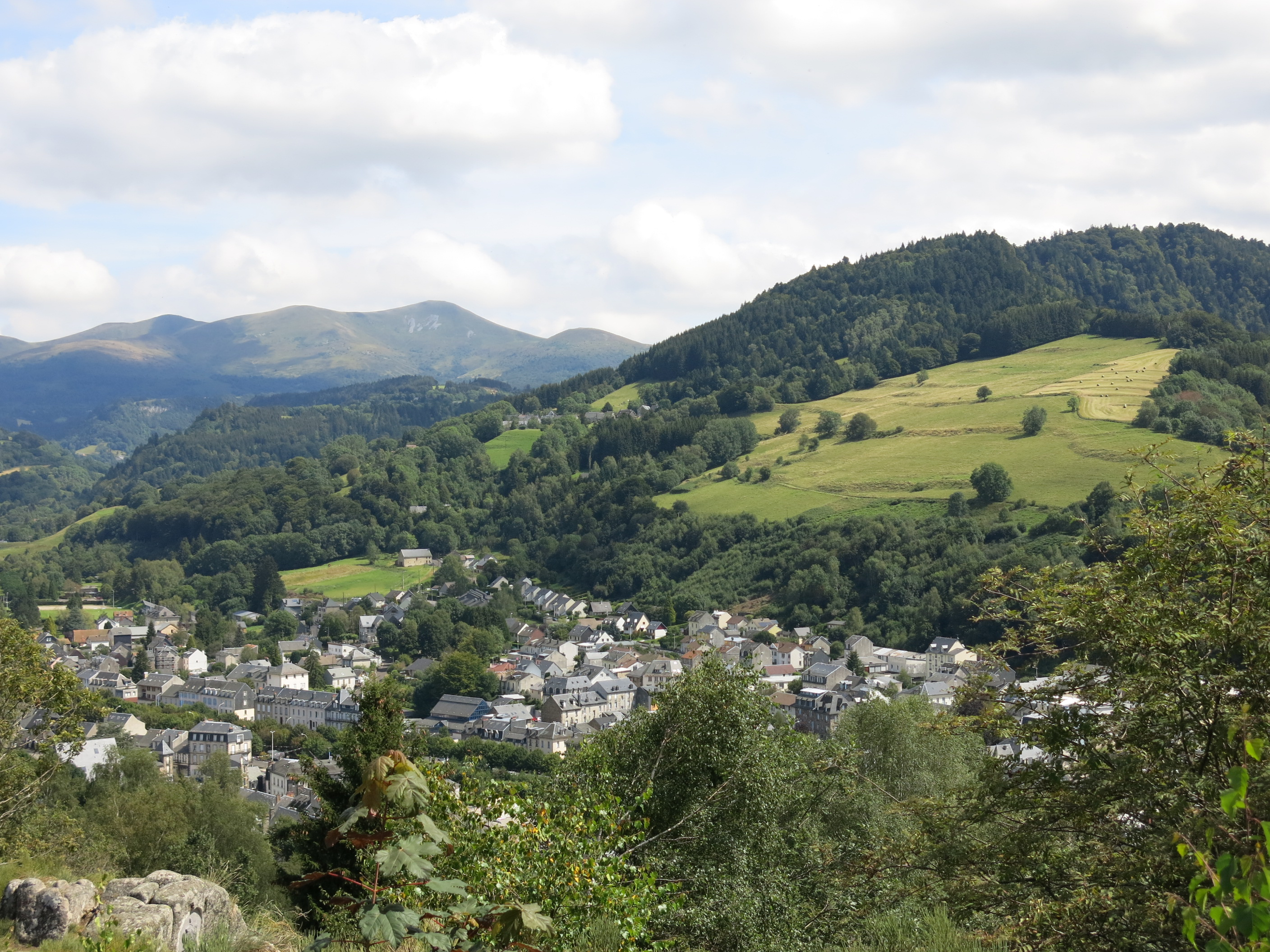
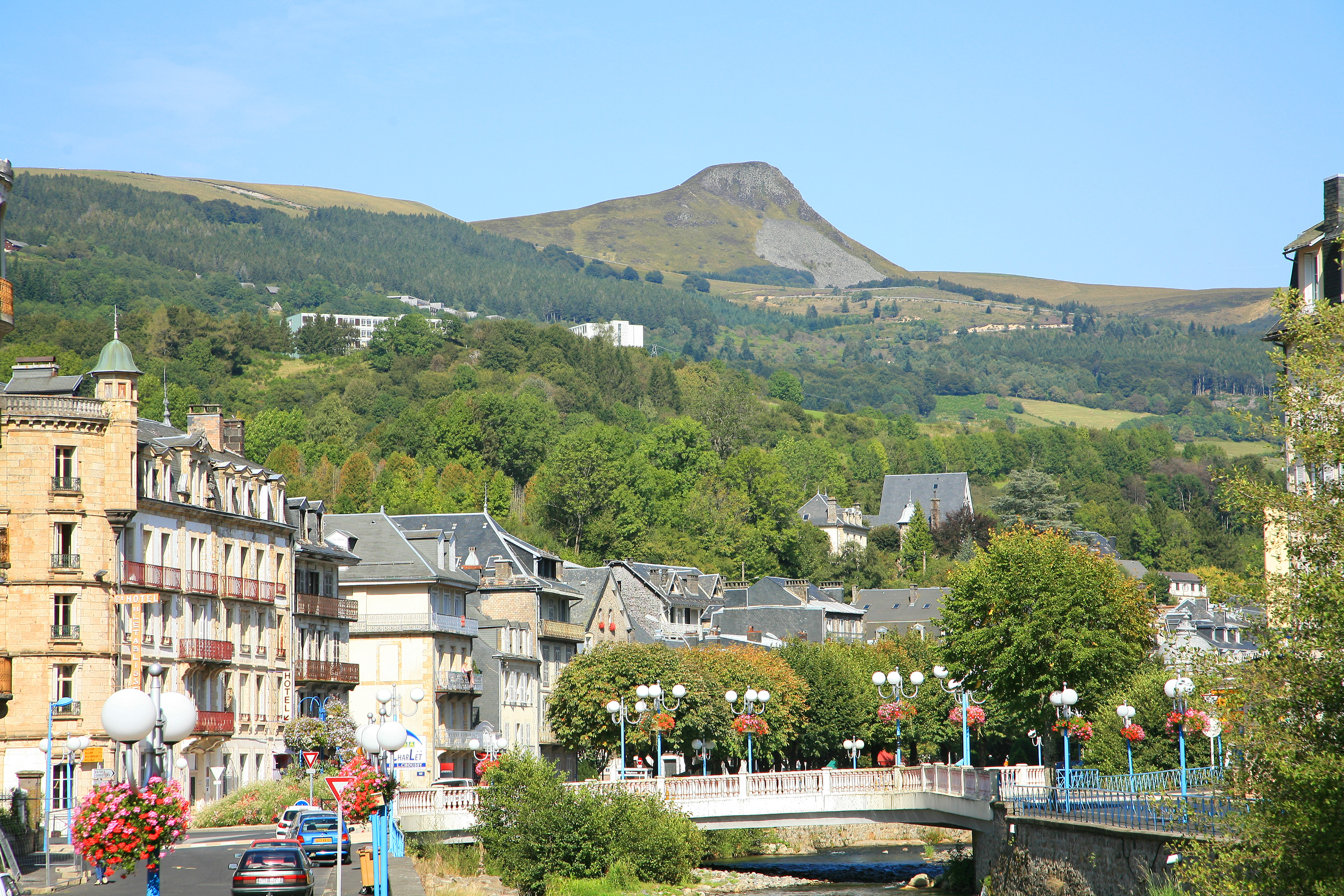
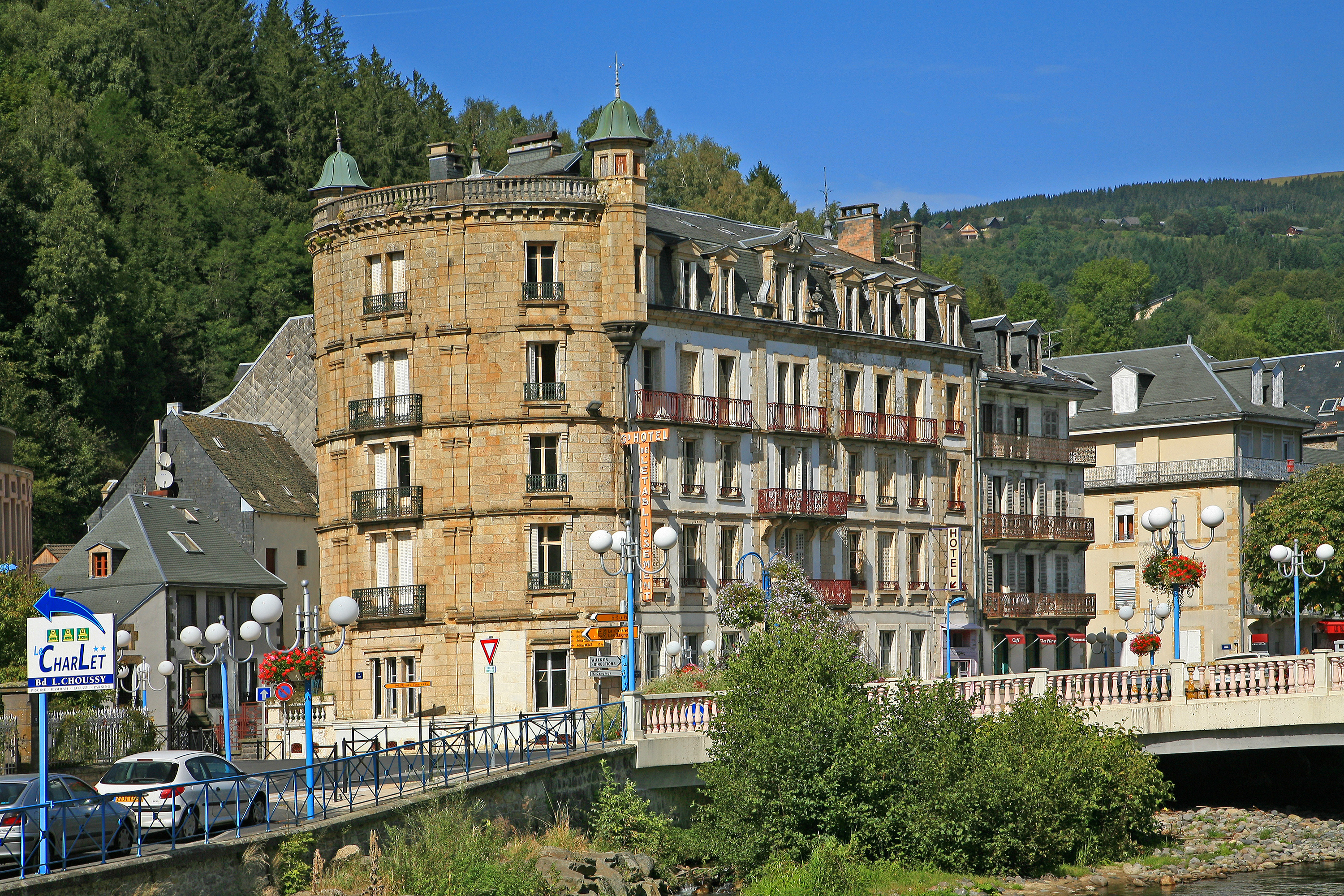
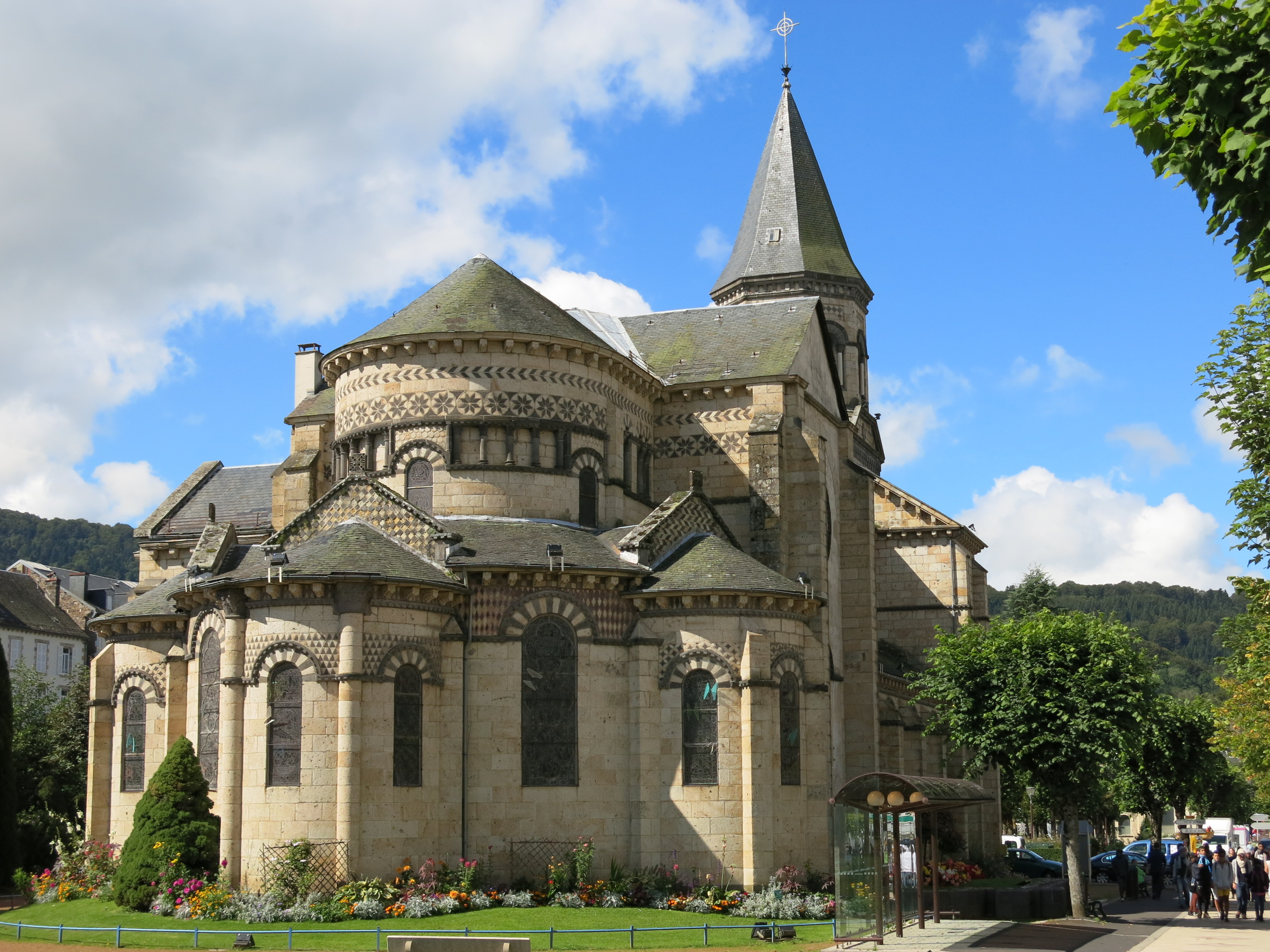
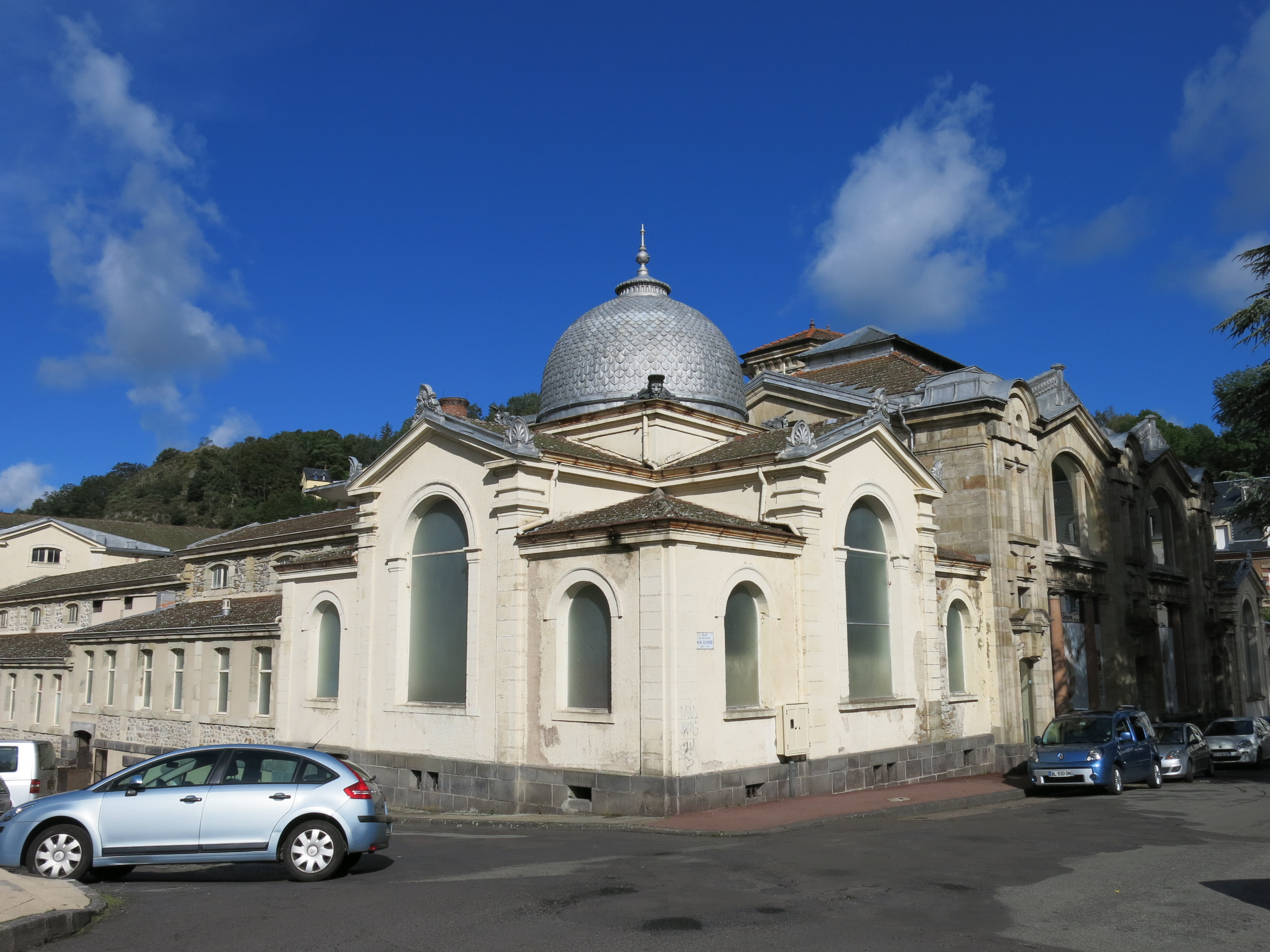
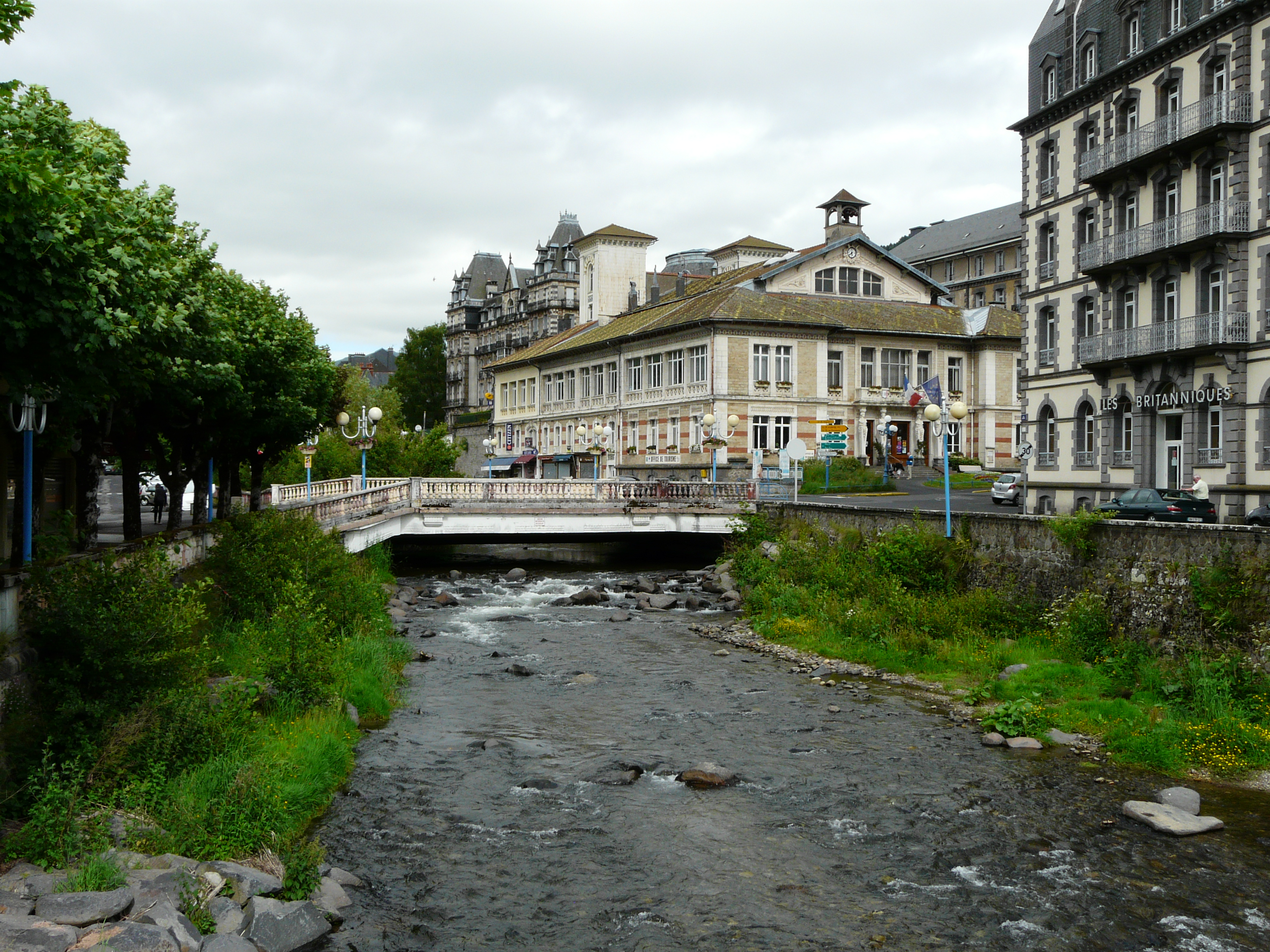
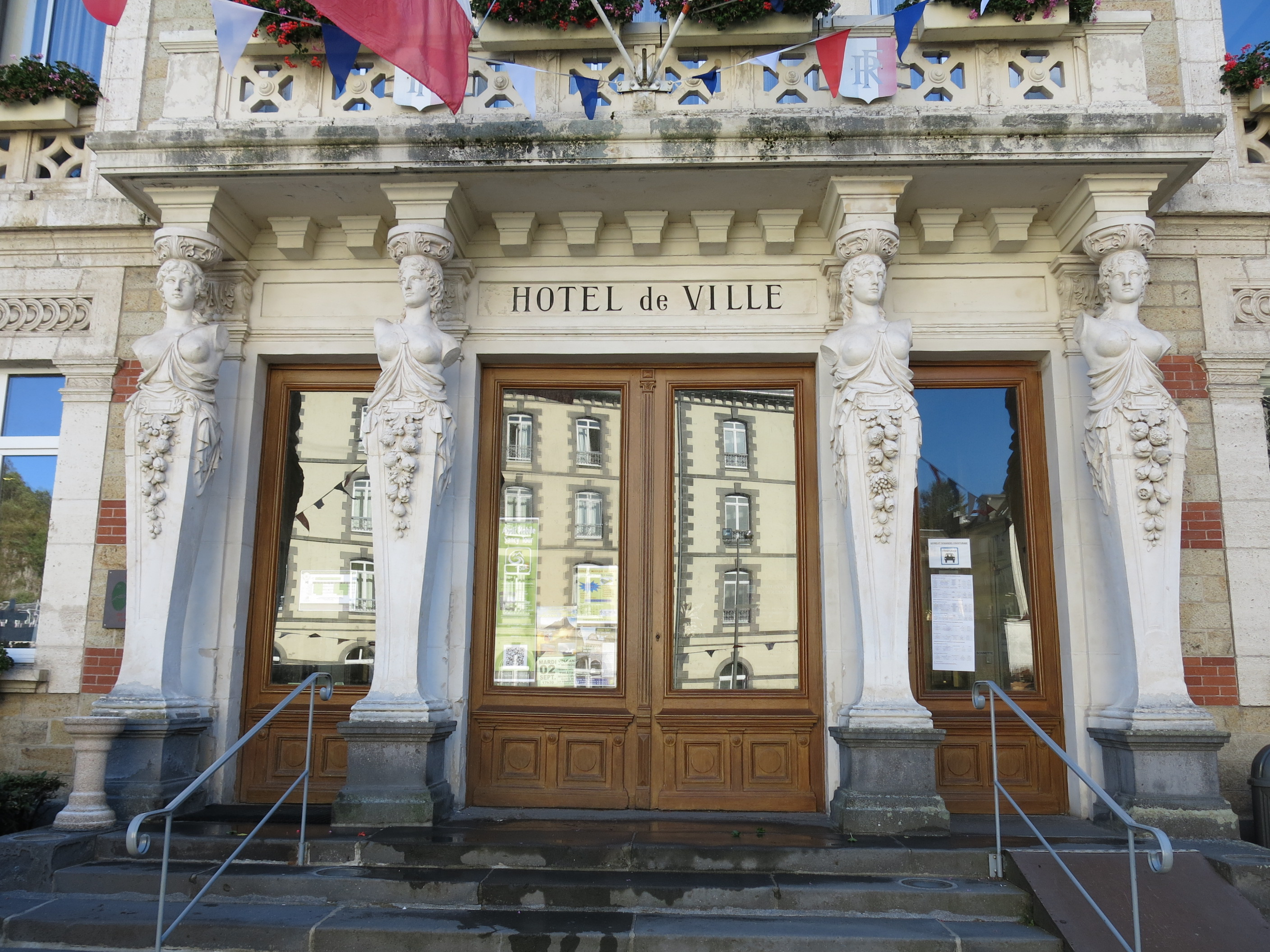
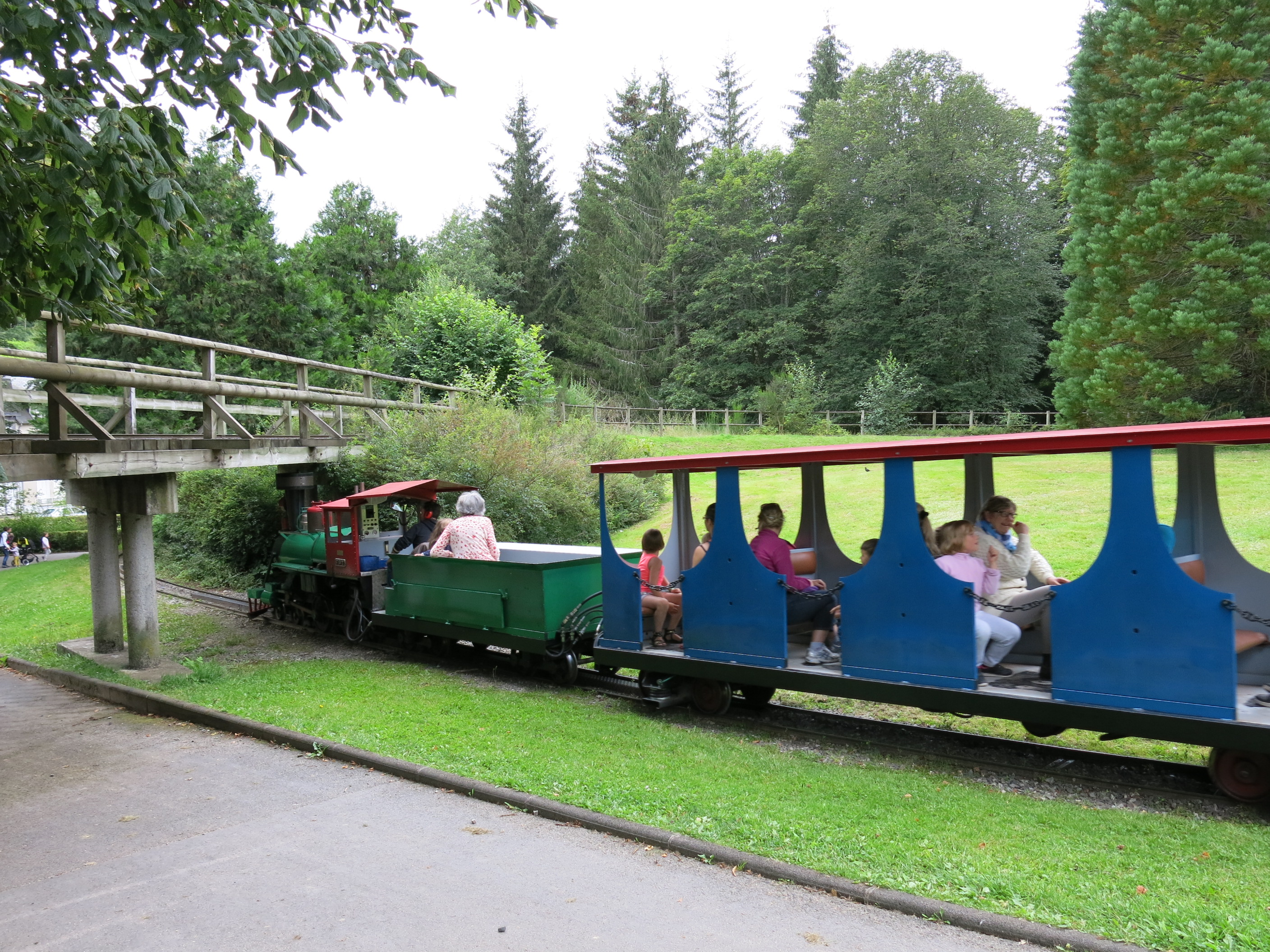
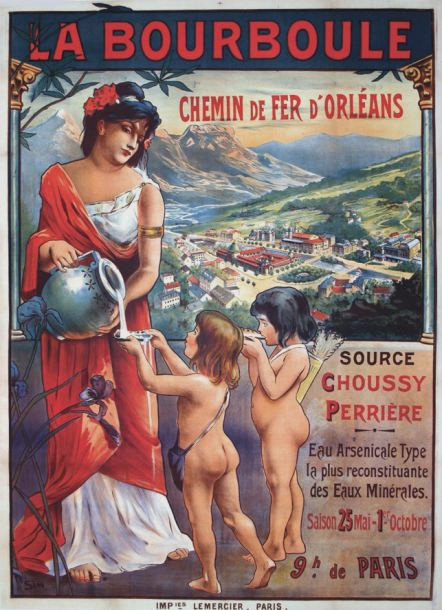

## Nevezetességek
- Szent József templom
- Termálvíz